# Народна култура
„Народна култура“ е българско издателство, съществувало в периода 1945 – 2003 г., специализирано в издаването на художествена литература.

## История
Издателството е основано през 1945 г. в София като кооперативно издателство, издавайки 19 книги през първата година. От 1951 г. е държавно издателство. Първоначално издава българска и преводна художествена литература, литературно-критическа, научнопопулярна, детско-юношеска и учебна литература. От 1974 г. издателството се ориентира към преводна художествена литература – класическа и съвременна, като продължава да издава и български писатели. През 1986 г. публикува над 170 заглавия, а през 1996 г. само 5 заглавия. За периода на съществуването си „Народна култура“ издава около 13 хиляди заглавия с общ тираж 3 милиона екземпляра. Характерно е издаването в поредици, някои от които са разделени и в серии.
През годините на съществуването си издателството е управлявано от: Петър Мънзелов, Я. Хлебаров, д-р Д. Досков, Божидар Божилов (1973 – 1980), Вера Ганчева (1980 – 1989), С. Райков, Александър Донев, Петър Манолов (1997 – 2002).

## Поредица „Приказки от цял свят“
- „Незнаен юнак“, Български народни приказки; Ран Босилек. 1955. Изд. Народна култура, София. Биб. Приказки от цял свят. Приказки. Художник: Никола Мирчев. С ил. Формат: 37 см. Тираж: 20 000 бр. Страници: 172 с. Подв. Цена: 11.50 лв.;
- „Дядо Иван разказва“, Руски народни приказки. 1955. Изд. Народна култура, София. Биб. Приказки от цял свят. Съставител и привод: от рус. Ангел Каралийчев, Вела Каралийчева. С ил. Формат: 37 см. Без тир. Страници: 368 с.;
- „Китайски народни приказки“ – сборник. 1955. Изд. Народна култура, София. Биб. Приказки от цял свят. Превод: от рус. Васил Александров. Художник: Любомир Зидаров. С ил. Формат: 37 см. Тираж: 20 000 бр. Страници: 112 с. Подв. Цена: 8.30 лв.;
- „Узбекски народни приказки“ – сборник. 1955. Изд. Народна култура, София. Биб. Приказки от цял свят. Превод: от рус. Донка Минчева. Художник: Борис Ангелушев. С ил. Формат: 37 см. Тираж: 10 000 бр. Страници: 120 с. Подв. Цена: 11 лв.;
- „Украински народни приказки“ – сборник. 1956. Изд. Народна култура, София. Превод: от рус. Ран Босилек. Художник: Е. Рачьов. С цв. ил. Формат: 37 см. Тираж: 15 000 бр. Страници: 184 с. Подв. Цена: 11.05 лв.
- „Приказки“, Първа книга; Ханс Кристиан Андерсън. 1956. Изд. Народна култура, София. Превод: от руския превод на А. и П. Ханзен и сравнен с немския превод на Х. Денхарт – Светослав Минеков. Художник: Борис Ангелушев. С ил. Формат: 37 см. Тираж: 18 000 бр. Страници: 248 с. Подв. Цена: 13.45 лв.

## Поредица „Избрани романи“
- „Джейн Еър“ – Шарлот Бронте (№ 1/1959)
- „Среща на чужденци“ – Елза Триоле (№ 2/1959)
- „Черешите ще цъфнат и тази година“ – Менелаос Лудемис (№ 3/1959)
- „Човешка комедия“ – Уилям Сароян (№ 4/1959)
- „Просяшки роман“ – Бертолт Брехт (№ 5/1959)
- „Битка по пътя“ – Галина Николаева (№ 6 – 7/1959)
- „Чочарка“ – Алберто Моравия (№ 8/1959)
- „Живот сред мълнии“ – Мичел Уилсън (№ 9/1959)
- „Размисъл“ – Фьодор Иванович Панфьоров (№ 10/1959)
- „Дневникът на майор Томсън“ – Пиер Данинос (премия/1959)
- „Те се сражаваха за родината“ – Михаил Шолохов (№ 1/1960)
- „Замъкът на шапкаря“ – Арчибалд Кронин (№ 2/1960)
- „Дълбокият тил“ – Борис Полевой (№ 3/1960)
- „Златният пръстен“ – Михаил Илич Жестьов (№ 4/1960)
- „Гневът на мравките“ – Джон Стайнбек (№ 5/1960)
- „Река Лезарда“ – Едуар Глисан (№ 6/1960)
- „Любовните приключения на ателие „Мирет“ – Елен Банро (№ 7/1960)
- „Испанска балада“ – Лион Фойхтвангер (№ 8/1960)
- „Бисер от короната“ – Ралф дьо Боасиер (№ 9/1960)
- „Голи сред вълци“ – Бруно Апиц (№ 10/1960)
- „Животът – големият и малкият“ – Вилхелм Мах (премия/1960)
- „Габриела – карамфил и канела“ – Жоржи Амаду (№ 1/1961)
- „Призори тръгни на път“ – Наум Тихи (№ 2/1961)
- „Доня Барбара“ – Ромуло Галегос (№ 3/1961)
- „Не беше от нашите“ – Хозе Видал Каделянс (№ 4/1961)
- „Силните на деня“ – Морис Дрюон (№ 5/1961)
- „Капитан Михалис“ – Никос Казандзакис (№ 6/1961)
- „Човек и оръжие“ – Олес Гончар (№ 7/1961)
- „Влез във всеки дом“ – Елизар Малцев (№ 8/1961)
- „Лисици в лозето“ т. 1 – 2 – Лион Фойхтвангер (№ 9 – 10/1961)
- „Запознайте се, Балуев“ – Вадим Кожевников (премия/1961)
- „Аз чукам на вратата“ – Шон О'Кейси (№ 1/1962)
- „Главната улица“ – Синклер Луис (№ 2/1962)
- „Билярд в девет и половина“ – Хайнрих Бьол (№ 3/1962)
- „Антиамериканците“ – Алва Беси (№ 4/1962)
- „Ускорени темпове“ – Отиеро Отиери (№ 5/1962)
- „Големият огън“ – Константин Федин (№ 6/1962)
- „Грозната херцогиня Маргарете Маулташ“ – Лион Фойхтвангер (№ 7/1962)
- „Бащин край“ – Константин Седих (№ 8/1962)
- „Хляб и сол“ – Михайло Стелмах (№ 9 – 10/1962)
- „Самсон“ – Казимеж Брандис (премия/1962)
- „Ефи Брист“ – Теодор Фонтане (№ 1/1963)
- „Понеделник – тежък ден“ – Аркадий Василиев (№ 2/1963)
- „Зимата на нашето недоволство“ – Джон Стайнбек (№ 3/1963)
- „Споменът за земята“ – Владимир Фоменко (№ 4/1963)
- „Сватба в Ленекен“ – Херберт Нахбар (№ 5/1963)
- „Реликвата – Жузе Мария“ Еса де Кейрош (№ 6/1963)
- „Травнишка хроника; Консулските времена“ – Иво Андрич (№ 7/1963)
- „Мистър Бледсуърти на остров Ремпол“ – Хърбърт Уелс (№ 8/1963)
- „Правда и кривда“ – Михайло Стелмах (№ 9/1963)
- „Светлина през август“ – Уилям Фокнър (№ 10/1963)
- „Височините на града“ – Еманюел Роблес (премия/1963)
- „Пепел и диамант“ – Йежи Анджейевски (№ 1/1964)
- „Срещу бурята“ – Даниил Гранин (№ 2/1964)
- „Фиеста“ – Ърнест Хемингуей (№ 3/1964)
- „Печал в рая“ – Хуан Гойтисоло (№ 4/1964)
- „Мостът на Дрина“ – Иво Андрич (№ 5/1964)
- „Презрение“ – Алберто Моравия (№ 6/1964)
- „Очите на разума“ – Щефан Хайм (№ 7/1964)
- „Крадец“ – Леонид Леонов (№ 8/1964)
- „Градове и години“ – Константин Федин (№ 9/1964)
- „Борба със сатаната“ – Стефан Жеромски (№ 10/1964)
- „Мария“ – Пиер Декс (премия/1964)
- „Разруха“ – Морис Дрюон (№ 1/1965)
- „На дивия бряг“ – Борис Полевой (№ 2/1965)
- „Къщата на площада“ – Емануил Казакевич (№ 3/1965)
- „Учителят Унрат или Краят на един тиранин“ – Хайнрих Ман (№ 4/1965)
- „Моята втора женитба“ – Юзеф Мортон (№ 5/1965)
- „Тронка (роман в новели)“ – Олес Гончар (№ 6/1965)
- „Спасителят в ръжта“ – Джеръм Дейвид Селинджър (№ 7/1965)
- „Крушение“ – Чезар Петреску (№ 8/1965)
- „Лелейската гора“ – Михайло Лалич (№ 9/1965)
- „Разказ за старите жени“ – Арнолд Бенет (№ 10/1965)
- „Великият Гетсби“ – Франсис Скот Фицджералд (№ 1/1966)
- „Агнешка – дъщерята на Колумб“ – Вилхелм Мах (№ 2/1966)
- „Завръщания у дома“ – Чарлс Пърси Сноу (№ 3/1966)
- „Мъртвите не пеят“ – Рудолф Яшик (№ 4/1966)
- „Завръщането на Филип Латинович“ – Мирослав Кърлежа (№ 5/1966)
- „Липяги: из записките на един селски учител“ – Сергей Крутилин (№ 6/1966)
- „Въртоп“ – Григорий Тютюнник (№ 7/1966)
- „Орелиен“ – Луи Арагон (№ 8/1966)
- „Загубените следи“ – Алехо Карпентиер (№ 9/1966)
- „Били лъжеца“ – Кийт Уотърхаус (№ 10/1966)
- „Мъртви синове“ – Ана-Мария Матуте (№ 1/1967)
- „Кентавърът“ – Джон Ъпдайк (№ 2/1967)
- „На гости в Индия“ – Едуард Морган Форстър (№ 3/1967)
- „Хора или животни“ – Веркор (№ 4/1967)
- „Йов и плъховете“ – Лоренц Мак (№ 5/1967)
- „Ангелите ще заплачат“ – Ришард Клиш (№ 6/1967)
- „Нежна е нощта“ – Франсис Скот Фицджералд (№ 7/1967)
- „Делби“ – Добрица Чосич (№ 8/1967)
- „Театрален роман“ – Михаил Булгаков (№ 9/1967)
- „Сбогом, Гюлсаръ!“ – Чингиз Айтматов (№ 10/1967)
- „Конници“ – Юрий Яновски (№ 1/1968)
- „Железният светилник“ – Димитър Талев (№ 2/1968)
- „Червено и черно“ – Стендал (№ 3/1968)
- „Червена зора“ – Пио Бароха (№ 4/1968)
- „Младите лъвове“ – Ъруин Шоу (№ 5/1968)
- „Сбогом на оръжията“ – Ърнест Хемингуей (№ 6/1968)
- „Майсторът и Маргарита“ – Михаил Булгаков (№ 7/1968)
- „Път към океана“ – Леонид Леонов (№ 8/1968)
- „Пармският манастир“ – Стендал (№ 1/1969)
- „Панаирът на суетата: Роман без герой“ – Уилям Мейкпийс Такъри (№ 2/1969)
- „Гепардът“ – Джузепе Томази ди Лампедуза (№ 3/1969)
- „Осъдени души“ – Димитър Димов (№ 4/1969)
- „Улица Ангелска“ – Джон Пристли (№ 5/1969)
- „Скутаревски“ – Леонид Леонов (№ 6/1969)
- „Мадам Бовари: провинциални нрави“ – Гюстав Флобер (№ 7/1969)
- „Солени дол“ – Сергей Залигин (№ 1/1970)
- „Климати“ – Андре Мороа (№ 2/1970)
- „Хроника на Уапшотови“ – Джон Чийвър (№ 3/1970)
- „Песен за тебе“ – Михайло Стелмах (№ 4/1970)
- „Червеният дилижанс“ – Гюла Круди (№ 5/1970)
- „Доверие“ – Ана Зегерс (№ 6/1970)
- „Възпитание на чувствата: История на един млад човек“ – Гюстав Флобер (№ 7/1970)
- „Метеж“ – Дмитрий Фурманов (№ 1/1971)
- „Сеньор президентът“ – Мигел Анхел Астуриас (№ 2/1971)
- „Граница“ – Зофия Налковска (№ 3/1971)
- „Майстор дон Джезуалдо“ – Джовани Верга (№ 4/1971)
- „Червената лилия“ – Анатол Франс (№ 5/1971)
- „Хора сред блатата“ – Иван Мележ № 6/1971)
- „Цирк Умберто“ – Едуард Бас (№ 7/1971)
- „Последно лято“ – Константин Симонов (№ 8/1971)
- „Буриданово магаре“ – Гюнтер де Бройн (№ 1/1972)
- „Висошка хроника“ – Иван Таучар (№ 2/1972)
- „Мъже на коне“ – Давид Виняс (№ 3/1972)
- „Каля Викторией“ – Чезар Петреску (№ 4/1972)
- „Портрет на една дама“ – Хенри Джеймс (№ 5/1972)
- „Остров Буян“ – Степан Злобин (№ 6/1972)
- „Живи и мъртви“ – Владимир Минач (№ 7/1972)
- „История на греха“ – Стефан Жеромски (№ 8/1972)
- „Циклон“ – Олес Гончар (№ 9/1972)
- „Цялото кралско войнство“ – Робърт Пен Уорън (№ 1/1973)
- „Първа любов“ – Ефим Пермитин (№ 2/1973)
- „Зелената къща“ – Марио Варгас Льоса (№ 3/1973)
- „Алексис Зорбас“ – Никос Казандзакис (№ 4/1973)
- „Например...Йозеф“ – Херберт Ото (№ 5/1973)
- „Син на крадец“ – Мануел Рохас (№ 6/1973)
- „Един живот“ – Ги дьо Мопасан (№ 7/1973)
- „Философският камък“ – Сергей Сартаков (№ 8/1973)
- „Графиня Кòзел“ – Юзеф Крашевски (№ 9/1973)
- „Червените щитове“ – Ярослав Ивашкевич (№ 1/1974)
- „Пет часа с Марио“ – Мигел Делибес (№ 2/1974)
- „Танкер „Дербент“ – Юрий С. Кримов (№ 3/1974)
- „Самотникът“ – Марин Преда (№ 4/1974)
- „Дъхът на бурята“ – Иван Мележ (№ 5/1974)
- „Маркиз Рокавердина“ – Луиджи Капуана (№ 6/1974)
- „Величие и падение на куртизанките“ – Оноре дьо Балзак (№ 7/1974)
- „Направо от извора“ – Джойс Кери (№ 8/1974)
- „Лебедово ято“ – Васил Земляк (№ 9/1974)
- „Когато домовете опустяваха“ – Йонас Авижюс (№ 10/1974)
- „Хатинска повест“ – Александър Адамович (№ 1/1975)
- „Утро“ – Иван Микитенко (№ 2/1975)
- „Лоте във Ваймар“ – Томас Ман (№ 3/1975)
- „Съдба“ – Пьотър Проскурин (№ 4/1975)
- „Старт в живота“ – Алън Силитоу (№ 5/1975)
- „Син человечески“ – Аугусто Роа Бастос (№ 6/1975)
- „Брюл“ – Юзеф Крашевски (№ 1/1976)
- „Мефистофел“ – Клаус Ман (№ 2/1976)
- „Актьорът“ – Марио Солдати (№ 3/1976)
- „Една воденица се носеше по Сирет“ – Михаил Садовяну (№ 4/1976)
- „Дъщерята на професора“ – Пиърз Пол Рийд (№ 5/1976)
- „Есента на патриарха“ – Габриел Гарсия Маркес (№ 6/1976)
- „Черният град“ – Калман Миксат (№ 7/1976)
- „Параграф 22“ – Джоузеф Хелър (№ 1/1977)
- „Приложението на метода“ – Алехо Карпентиер (№ 2/1977)
- „Дойдох свобода да ви дам“ – Василий Шукшин (№ 3/1977)
- „Светът е широк и чужд“ – Сиро Алегрия (№ 4/1977)
- „Комисия“ – Сергей Залигин (№ 5/1977)
- „Франциска Линкерханд“ – Бригите Райман (№ 6/1977)
- „Домът“ – Франсоа Нурисие (№ 7/1977)
- „Как цъфти незасятата ръж“ – Витаутас Бубнис (№ 1/1978)
- „Бившата съпруга“ – Ерве Базен (№ 2/1978)
- „Лятото преди мрака“ – Дорис Лесинг (№ 3/1978)
- „Зелени мелници“ – Васил Земляк (№ 4/1978)
- „Боденското езеро“ – Станислав Дигат (№ 5/1978)
- „Поледица“ – Макс фон дер Грюн (№ 6/1978)
- „Съвременен съновник“ – Тадеуш Конвицки (№ 7/1978)
- „Черният принц“ – Айрис Мърдок (№ 8/1978)
- „Съвестта на Дзено“ – Итало Звево (№ 9/1978)
- „Градината на земните радости“ – Джойс Каръл Оутс (№ 10/1978)
- „Цар риба“ – Виктор П. Астафиев (№ 1/1979)
- „След нас и потоп“ – Йозеф Томан (№ 2/1979)
- „Сантиментален роман“ – Вера Панова (№ 3/1979)
- „Аз, Върховният“ – Аугусто Роа Бастос (№ 4/1979)
- „Престоят“ – Херман Кант (№ 5/1979)
- „Най-прозрачната област“ – Карлос Фуентес (№ 6/1979)
- „За кого бие камбаната“ – Ърнест Хемингуей (№ 7/1979)
- „Калки“ – Гор Видал (№ 8/1979)
- „Мъж в разцвета на силите“ – Зигмунд Янович Скуин (№ 1/1980)
- „Атланти и Кариатиди“ – Иван Шамякин (№ 2/1980)
- „Фреска“ – Магда Сабо (№ 3/1980)
- „Полет над кукувичето гнездо“ – Кен Киси (№ 4/1980)
- „Дзен и изкуството да се поддържа мотоциклет“ – Робърт М. Пърсиг (№ 5/1980)
- „Герои и гробове“ – Ернесто Сабато (№ 6/1980)
- „Пътешествие на дилетанти“ – Булат Окуджава (№ 7/1980)
- „Берлин – Александерплац“ – Алфред Дьоблин (№ 8/1980)
- „Животът. Начин на употреба“ – Жорж Перек (№ 9/1980)
- „Игра на стъклени перли“ – Херман Хесе (№ 10/1980)
- „Татарската пустиня“ – Дино Будзати (№ 1/1981)
- „Затворникът“ – Кърт Вонегът (№ 2/1981)
- „Един женен мъж“ – Пиърз Пол Рийд (№ 3/1981)
- „Любавини“ – Василий Шукшин (№ 4/1981)
- „Цветовете на хамелеона“ – Йонас Авижюс (№ 5/1981)
- „Огненият ангел“ – Валерий Брюсов (№ 6/1981)
- „По пътя“ – Джак Керуак (№ 7/1981)
- „Три предни зъба“ – Марин Сореску (№ 8/1981)
- „Смъртта на Вергилий“ – Херман Брох (№ 9/1981)
- „Надеждата“ – Андре Малро (№ 10/1981)
- „Кралят на двете Сицилии“ – Анджей Кушневич (№ 1/1982)
- „Езерото на Гмурците“ – Едгар Лорънс Доктороу (№ 2/1982)
- „Законът на вечността“ – Нодар Думбадзе (№ 3/1982)
- „Лопе де Агире, принц на свободата“ – Мигел Отеро Силва (№ 4/1982)
- „Под вулкана“ – Малкълм Лоури (№ 5/1982)
- „Гласът на планината“ – Ясунари Кавабата (№ 6/1982)
- „Пустиня“ – Жан-Мари Гюстав Льо Клезио (№ 7/1982)
- „Бялата гвардия“ – Михаил Булгаков (№ 1/1983)
- „Пролетите на Иван Галеб“ – Владан Десница (№ 2/1983)
- „Диви плодове“ – Евгений Евтушенко (№ 3/1983)
- „Средна възраст“ – Маргарет Драбъл (№ 4/1983)
- „Империята на облаците“ – Франсоа Нурисие (№ 5/1983)
- „Нека вятърът говори“ – Хуан Карлос Онети (№ 6/1983)
- „Куцият Орфей“ – Ян Отченашек (№ 7/1983)
- „Винтерспелт“ – Алфред Андерш (№ 8/1983)
- „Крабат или преобразяването на света“ – Юрий Брезан (№ 9/1983)
- „Градината на Финци-Контини“ – Джорджо Басани (№ 10/1983)
- „Императорският безумец“ – Яан Крос (№ 1/1984)
- „Човече, ами сега?“ – Ханс Фалада (№2/1984)
- „Окото на бурята“ – Патрик Уайт (№ 3/1984)
- „Върколакът“ – Аксел Сандемусе (№ 4/1984)
- „Дона Флор и нейните двама съпрузи“ – Жоржи Амаду (№ 5/1984)
- „Невидим“ – Ралф Елисън (№ 6/1984)
- „Театър“ – Съмърсет Моъм (№ 7/1984)
- „Смърт в семейството“ – Джеймс Ейджи (№ 1/1985)
- „Петият печат“ – Ференц Шанта (№ 2/1985)
- „Паяжината и скалата“ – Томас Улф (№ 3/1985)
- „Мълва за дъжд“ – Андре Бринк (№ 4/1985)
- „Бедният прахосник“ – Ернст Вайс (№ 5/1985)
- „Разговор в „Катедралата“ – Марио Варгас Льоса (№ 6/1985)
- „Името на розата“ – Умберто Еко (№ 7/1985)
- „Алтистът Данилов“ – Владимир Орлов (№ 8/1985)
- „Делото Д'Артез“ – Ханс Ерих Носак (№ 9/1985)
- „Голите и мъртвите“ – Норман Мейлър (№ 1/1986)
- „Всички са смъртни“ – Симон дьо Бовоар (№ 2/1986)
- „Къщата на духовете“ – Исабел Алиенде (№ 3/1986)
- „Време и място“ – Юрий Трифонов (№ 4/1986)
- „Конформистът“ – Алберто Моравия (№ 5/1986)
- „Камък върху камък“ – Веслав Мишливски (№ 1/1987)
- „Осмият ден“ – Торнтън Уайлдър (№ 2/1987)
- „Голгота“ – Чингиз Айтматов (№ 3/1987)
- „Долината на падналите“ – Карлос Рохас (№ 4/1987)
- „Любов по време на холера“ – Габриел Гарсия Маркес (№ 5/1987)
- „Фурдидурке“ – Витолд Гомбрович (№ 1/1988)
- „Сговор на глупци“ – Джон Кенеди Тул (№ 1/1989)
- „Път през Фландрия“ – Клод Симон (№ 2/1989)
- „Белите одежди“ – Владимир Дудинцев (№ 3/1989)
- „Възпоминание за манастира“ – Жузе Сарамагу (№ 4/1989)
- „Контрапункт“ – Олдъс Хъксли (№ 1/1990)
- „Златният храм“ – Мишима Юкио (№ 2/1990)

## Поредица „Юношески романи“
1. (1960) „Наследникът от Калкута“ – Роберт Щилмарк
2. (1960) „Последният от Атлантида“ – Александър Беляев
3. (1960) „Човекът – амфибия“ – Александър Беляев
4. (1960) „Синята птица“ – Ана Юрген
5. (1960) „Тайнственото отвличане“ – Иван Руж
6. (1961) „Али и неговите приключения“ – Карл Мундщок
7. (1961) „Смелия Чунг“ – Димитър Ангелов
8. (1961) „Последното приключение“ – Тудор Попеску
9. (1961) „Търсачи на съкровища“ – Григор Угаров
10. (1961) „Пионер на севера“ – Георги Кублицки
11. (1961) „Главата на професор Доуел“ – Александър Беляев
12. (1962) „На края на света“ – Владимир Кедров
13. (1962) „Тайната на кораба „Пирин““ – Петър Стъпов
14. (1962) „Ерик търси щастие“ – Петро Панч
15. (1962) „Над бездната“ – Александър Беляев (включва и „Хойти-Тойти“)
16. (1962) „Корабът с алените платна“ – Александър Грин
17. (1962) „Островът на изгубените кораби – Александър Беляев
18. (1962) „Под флага на Катриона“ – Леонид Борисов
19. (1963) „Вълшебният кораб“ – Виктор Кернбах
20. (1963) „Малкият септемвриец“ – Григор Угаров
21. (1963) „Човекът, който намери своето лице“ – Александър Беляев
22. (1963) „Заливът на акулите“ – Петър Бобев
23. (1963) „Владетелят на света“ – Александър Беляев
24. (1963) „Танги“ – Мишел дел Гастильо
25. (1963) „Тайнственото отвличане“ – Иван Руж
26. (1964) „Ариел“ – Александър Беляев
27. (1964) „Война на световете“ – Хърбърт Уелс
28. (1964) „Малкият заложник“ – Гьоц Годе
29. (1964) „Смелчаци“ – Александър Войнов
30. (1964) „Подвигът на адмирал Невелской“ – Изидор Винокуров, Флора Флорич
31. (1964) „Харка – синът на вожда“ – Лизелоте Велскопф-Хенрих
32. (1964) „Невидимия“ – Хърбърт Уелс
33. (1964) „Капитан Блъд“ – Рафаел Сабатини
34. (1964) „Синята планета“ – Карлос Раш
35. (1964) „Тревога в космоса“ – Владимир Селянов
36. (1965) „Тайната на змийския остров“ – Мартин Викрамасинге
37. (1965) „Гости от Мион“ – Петър Стъпов
38. (1965) „Приключението на „Крилатият змей“ – Пиер Гамара
39. (1965) „Златната махмудия“ – Леслав Бартелски
40. (1965) „Жрицата на змията“ – Петър Бобев
41. (1965) „Продавач на въздух“ – Александър Беляев
42. (1965) „Дъщерята на партизанина“ – Емил Коралов
43. (1965) „Приключенията на Дейвид Балфур“ – Робърт Луис Стивънсън
44. (1965) „Великото плаване“ – Зинаида Шишова
45. (1965) „Изгубеният свят“ – Артър Конан Дойл
46. (1966) „Къщичка сред блатата“ – Евгений Рис
47. (1966) „Калисто“ – Георгий Мартинов
48. (1966) „Тримата от осми „О"“ – Нисон Зелеранский, Борис Ларин
49. (1966) „Тайната на Хиреновата пирамида“ – Глеб Голубьов
50. (1966) „Облакът на Магелан“ – Станислав Лем
51. (1966) „Морският ястреб“ – Рафаел Сабатини

## Поредица „Четиво за юноши“
1. (1967) „Пленници на Барсовата клисура“ – Вахтанг Ананян
2. (1967) „Галатея“ – Петър Бобев
3. (1967) „Томек на военната пътека“ – Алфред Шклярски
4. (1967) „Загадъчният връх“ – Пелин Велков
5. (1967) „Необикновената гимназия“ – Ивон Мейние
6. (1967) „Съкровището на планетата Земя“ – Зора Загорска
7. (1967) „Бързоногият Джар“ – Семьон Каратов
8. (1967) „Тайпи“ – Херман Мелвил
9. (1967) „Разбита вълна“ – Иван Василев
10. (1968) „Ориноко“ – Аркади Фидлер
11. (1968) „Синият лъч“ – Григорий Володин
12. (1968) „Главата на професор Доуел“ – Александър Беляев
13. (1968) „Морският вълк • Дивото зове“ – Джек Лондон
14. (1968) „Дневникът на капитан Блъд“ – Рафаел Сабатини
15. (1968) „Под черния флаг“ – Пол Виалар
16. (1968) „Следотърсача“ – Джеймс Фенимор Купър
17. (1968) „Човек без оръжие“ – Карл Брукнер
18. (1968) „Тайнственото отвличане“ – Иван Руж
19. (1969) „Гуапо“ – Славомир Настасиевич
20. (1969) „Синята пиала“ – Леонид Стоянов
21. (1969) „Непобедимият“ – Станислав Лем
22. (1969) „Топ и Хари“ – Константин Кирица
23. (1969) „Черният ужас“ – Константин Кирица
24. (1970) „Приятелите от Петроград“ – Венеамин Вахман
25. (1970) „Совино блато“ – Хорст Безелер
26. (1970) „Долината на мълчаливите“ – Джеймс Оливър Кърууд
27. (1971) „Историята на един живот“ – Степан Зорян
28. (1971) „Под флага на Катриона“ – Леонид Борисов
29. (1971) „Земя на мамутите“ – Семьон Каратов
30. (1971) „Родното знаме“ – Жул Верн
31. (1971) „Канадски ловци“ – Луи Бусенар
32. (1971) „Томек при изворите на Амазонка“ – Алфред Шклярски
33. (1971) „Чуждият“ – Ирена Юргелевичова
34. (1971) „Скарамуш“ – Рафаел Сабатини
35. (1971) „Наследникът от Калкута“ – Роберт Щилмарк
36. (1972) „Човекът-амфибия“ – Александър Беляев
37. (1972) „Трафалгар“ – Бенито Перес Галдос
38. (1972) „Белият зъб“ – Джек Лондон
39. (1972) „Севилската клопка“ – Яков Свет
40. (1972) „Пътят към Рюбецал“ – Ирина Гуро
41. (1972) „Облаци под краката“ – Анатолий Маркуша
42. (1972) „Приятелят на Санкюлотите“ – Фердинанд и Кете Май
43. (1972) „Какво ще излезе от теб, Фритьоф“ – Алина и Чеслав Центкевич
44. (1972) „Владетелят на света • Продавач на въздух“ – Александър Беляев
45. (1973) „Огнена земя“ – Франсиско Колоане
46. (1973) „Последната война“ – Кирил Буличов
47. (1973) „Архипелагът в пламъци“ – Жул Верн
48. (1973) „Трима бързат за война“ – Василий Чичков
49. (1973) „Петимата президенти“ – Павел Багряк
50. (1973) „Разкази за джунглата“ – (сборник)
51. (1973) „Прерията“ – Джеймс Фенимор Купър
52. (1973) „Равнините на Абраам“ – Джеймс Оливър Кърууд
53. (1973) „Бели лебеди летят“ – Михайло Стелмах
54. (1974) „Човекът от глухата уличка“ – Дмитрий Тарасенков
55. (1974) „Кавалерът Д’Армантал“ – Александър Дюма
56. (1974) „Специална задача“ – Михаил Прудников
57. (1974) „Дупка в морето“ – Хана Ожоговска
58. (1974) „Кавалер на почетния легион“ – Виктор Балахонов
59. (1974) „Леопардът от Рудрапраяг“ – Джим Корбет
60. (1974) „Посещение при минотавъра“ – Аркадий и Георгий Вайнер
61. (1974) „Операция „Марсиански гиберелин““ – Лотар Вайзе
62. (1975) „Раклата на Мария Медичи“ – Йеремей Парнов
63. (1975) „Лунен прах“ – Артър Кларк
64. (1975) „Капаните на времето“ – Владимир Колин
65. (1975) „Островът на съкровищата • Доктор Джекил и господин Хайд“ – Робърт Луис Стивънсън
66. (1975) „С кораб за Рангун“ – Мартин Зелбер
67. (1975) „Легенда за Монтвила“ – Владимир Огнев
68. (1975) „Новак в Антарктида“ – Владимир Санин
69. (1975) „Танкове на моста“ – Микола Далеки
70. (1976) „Кантор разузнава“ – Рудолф Самош

Поредицата е продължена от издателство Отечество.

## Поредица „Световна класика“
- „Антична поезия“ – Старогръцка поезия: Калин, Тиртей, Мимнерм, Солон, Теогнис, Архилох, Хипонакт, Алкей, Сафо, Анакреон, Алкман, Стезихор, Ивик, Симонид Кеоски, Бакхилид, Пиндар и някои късни поети; Римска поезия: Лукреций, Катул, Вергилий, Хораций, Овидий, Проперций, Тибул, Лукан, Марциал, Персий, Стаций, Ювенал (1970)
- „Война и мир“ I – Лев Толстой (1970)
- „Война и мир“ II – Лев Толстой (1970)
- „Декамерон“ – Джовани Бокачо (1970)
- „Дон Кихот де ла Манча“. Том 1 – Мигел де Сервантес (1970)
- „Дон Кихот де ла Манча“. Том 2 – Мигел де Сервантес (1970)
- „Кентърбърийски разкази“ – Джефри Чосър (1970)
- „Човешка комедия“ I: „Дядо Горио“ • „Сезар Бирото“ – Оноре дьо Балзак (1970)
- „Quo vadis“ – Хенрик Сенкевич (1971)
- „Еразъм“ • „Магелан“ • „Фуше“ – Стефан Цвайг (1971)
- „Идиот“ – Фьодор Достоевски (1971)
- „Избрани творби“ – Карел Чапек (1971)
- „Лирика, драма, проза“ – Йохан Волфганг фон Гьоте (1971)
- „Ностромо“ – Джоузеф Конрад (1971)
- „Одисея“ – Омир (1971)
- „Романи и повести“ I – Иван Тургенев (1971)
- „Хиляда и една нощ“ (1971)
- „Чапаев“ – Дмитрий Фурманов / „Железният поток“ – Александър Серафимович (1971)
- „Вълшебната планина“ – Томас Ман (1972)
- „Животът на Клим Самгин“. Том 1 – Максим Горки (1972)
- „Животът на Клим Самгин“. Том 2 – Максим Горки (1972)
- „Испански театър“ – Лопе де Вега, Тирсо Де Молина, Хуан Руис де Аларкон, Педро Калдерон де ла Барка (1972)
- „Кенилуърт“ – Уолтър Скот (1972)
- „Махабхарата“ • „Рамаяна“ (1972)
- „Под игото“ – Иван Вазов (1972)
- „Посмъртните записки на Клуба Пикуик“ – Чарлз Дикенс (1972)
- „Синовете на човека с каменното сърце“ – Мор Йокаи (1972)
- „Философски новели“ – Волтер (1972)
- „Хората от Зелдвила“ – Готфрид Келер (1972)
- „Човешка комедия“ II: „Изгубени илюзии“ • „Йожени Гранде“ – Оноре дьо Балзак (1972)
- „Ана Каренина“ – Лев Толстой (1973)
- „Вицекралете“ – Федерико де Роберто / „Семейство Малаволя“ – Джовани Верга (1973)
- „Избрани разкази“ – Ърнест Хемингуей (1973)
- „Избрани творби“ – Федерико Гарсия Лорка (1973)
- „Избрани творби“ – Михаил Салтиков-Шчедрин (1973)
- „Изповеди“ – Жан-Жак Русо (1973)
- „Пиеси“: „Доходно място“ • „Буря“ • „И най-мъдрият си е малко прост“ • „Горещо сърце“ • „Лес“ • „Без зестра“ – Александър Островски (1973)
- „Повести“ – Николай Гогол (1973)
- „Ругон Макарови“ I: „Възходът на семейство Ругон“ • „Негово Превъзходителство Йожен Ругон“ – Емил Зола (1973)
- „Румънски класици“ – Михай Еминеску, Йон Лука Караджале, Михаил Садовяну (1973)
- „Средновековни източни поети“ – Рудаки, Фирдоуси, Омар Хайям, Низами Ганджеви, Руми, Саади, Хафез, Алишер Навои (1973)
- „Човешка комедия“ III: „Бедните роднини“ • „Братовчедката Бет“ • „Братовчедът Понс“ – Оноре дьо Балзак (1973)
- „Верноподаникът“ • „Новели“ – Хайнрих Ман (1974)
- „Избрани разкази“ – Джек Лондон (1974)
- „Метаморфози“ – Овидий (1974)
- „Обломов“ – Иван Гончаров (1974)
- „Петър Първи“ – Алексей Николаевич Толстой (1974)
- „Престъпление и наказание“ – Фьодор Достоевски (1974)
- „Съветски театър“ – Максим Горки, Константин Треньов, Всеволод Иванов, Борис Лавреньов, Всеволод Вишневски, Александър Корнейчук, Николай Погодин (1974)
- „Романи и повести“ II – Иван Тургенев (1974)
- „Сага за Форсайтови“ – Джон Голсуърти (1974)
- „Френски театър на класицизма“ – Пиер Корней, Жан Расин (1974)
- „Антични романи“ – Лонг, Калистен, Лукиан, Петроний, Апулей (1975)
- „Божествена комедия“ – Данте Алигиери (1975)
- „Братя Карамазови“ – Фьодор Достоевски (1975)
- „Витязът в тигрова кожа“ – Шота Руставели (1975)
- „Записки по българските въстания“ – Захарий Стоянов (1975)
- „Избрани разкази“ – О. Хенри (1975)
- „Избрани творби“ – Луиджи Пирандело (1975)
- „Кобзар“ – Тарас Шевченко (1975)
- „Манон Леско“ – Абат Прево / „Опасни връзки“ – Шодерло дьо Лакло (1975)
- „Мъртви души“ • „Ревизор“ • „Женитба“ – Николай Гогол (1975)
- „Пепелища“ – Стефан Жеромски (1975)
- „По следите на изгубеното време“: „Пътуване към Суан“ – Марсел Пруст (1975)
- „Приключенията на добрия войник Швейк“ – Ярослав Хашек (1975)
- „Театър на английския ренесанс“ – Кристофър Марлоу, Томас Декър, Бен Джонсън, Джон Уебстър, Томас Мидълтън, Уилям Роули (1975)
- „Травнишка хроника“ – Иво Андрич (1975)
- „Възкресение“ – Лев Толстой (1976)
- „Господарска веселба“ • „Някъде в глухата провинция“ – Жигмонд Мориц (1976)
- „Избрани творби“ – Ги дьо Мопасан (1976)
- „Избрани творби“ – Михаил Пришвин (1976)
- „Илиада“ – Омир (1976)
- „Кадис“ • „Доня Перфекта“ – Бенито Перес Галдос (1976)
- „Какво да се прави?“ – Николай Чернишевски (1976)
- „Панаир на суетата“ – Уилям Мейкпийс Такъри (1976)
- „Тил Уленшпигел“ – Шарл дьо Костер (1976)
- „Червено и черно“ – Стендал (1976)
- „Антични трагедии“ – Есхил, Софокъл, Еврипид, Сенека (1977)
- „Годениците“ – Алесандро Манцони (1977)
- „Градове и години“ – Константин Федин (1977)
- „Жан-Кристоф“, том I – Ромен Ролан (1977)
- „Жан-Кристоф“, том II – Ромен Ролан (1977)
- „Как се каляваше стоманата“ – Николай Островски (1977)
- „Комедии“ – Молиер (1977)
- „Минало и размисли“ – Александър Херцен (1977)
- „Моби Дик“ – Херман Мелвил (1977)
- „Пътешествията на Гъливър“ – Джонатан Суифт (1977)
- „Разкази и повести“ – Елин Пелин (1977)
- „Съветска новелистика“, том 1 (1977)
- „Фараон“ – Болеслав Прус (1977)
- „Цимент“ – Фьодор Гладков (1977)
- „Шах-наме“ – Фирдоуси (1977)
- „Антични комедии“ – Аристофан, Менандър, Плавт, Теренций (1978)
- „Джейн Еър“ – Шарлот Бронте / „Брулени хълмове“ – Емили Бронте (1978)
- „Избрани произведения“ – Константин Паустовски (1978)
- „Избрани творби“ – Антон Чехов (1978)
- „Избрани творби“ – Анатол Франс (1978)
- „Избрани творби“ – Михайло Коцюбински (1978)
- „Капитан Михалис“ – Никос Казандзакис (1978)
- „Майка“ • „Разкази“ – Максим Горки (1978)
- „Стихотворения“ • „Публицистика“ • „Писма“ – Христо Ботев (1978)
- „Стихотворения и поеми“ – Николай Некрасов (1978)
- „Съветска новелистика“, том 2 (1978)
- „Успех“ – Лион Фойхтвангер (1978)
- „Френска поезия“ – в превод на Пенчо Симов (1978)
- „Ходене по мъките“ – Алексей Николаевич Толстой (1978)
- „Доня Барбара“ – Ромуло Галегос / „Сеньор Президентът“ – Мигел Анхел Астуриас (1979)
- „Жермини Ласертьо“ • „Братя Земгано“ – Едмон и Жул дьо Гонкур (1979)
- „Избрани творби“ – Проспер Мериме (1979)
- „Избрани творби“ – Бертолт Брехт (1979)
- „Мадам Бовари“ • „Възпитание на чувствата“ – Гюстав Флобер (1979)
- „Мъгла“ • „Авел Санчес“ – Мигел де Унамуно / „Сонати“ • „Тиранинът Бандерас“ – Рамон дел Валие-Инклан (1979)
- „Новели“ – Андрей Упиц (1979)
- „Пан Тадеуш“ – Адам Мицкевич (1979)
- „Селяни“ – Владислав Реймонт (1979)
- „Буколики“ • „Георгики“ • „Енеида“ – Вергилий (1980)
- „Висящи градини: Поезия на древния Изток“ (1980)
- „Дворецът“ – Уилям Фокнър (1980)
- „Избрани творби“ – Александър Блок (1980)
- „Избрани творби“ – Антоан дьо Сент-Екзюпери (1980)
- „Избрани творби“ – Оскар Уайлд (1980)
- „Избрани творби“ – Хърбърт Уелс (1980)
- „Испанска поезия“ (1980)
- „Немски романтици: Новели“ – Новалис, Жан Паул, Хайнрих фон Клайст, Фридрих де ла Мот-Фуке, Аделберт фон Шамисо, Клеменс Брентано, Ахим фон Арним, Йозеф фон Айхендорф, Лудвиг Тик, Ернст Теодор Амадеус Хофман, Вилхелм Хауф, Франц Грилпарцер (1980)
- „Престъплението на отец Амару“ – Еса де Кейрош (1980)
- „Разкази“ – Йордан Йовков (1980)
- „Селцето“ • „Градът“ – Уилям Фокнър (1980)
- „Семейство Тибо“. Том I – Роже Мартен дю Гар (1980)
- „Семейство Тибо“. Том II – Роже Мартен дю Гар (1980)
- „Тес от рода Д'Ърбървил“ – Томас Харди (1980)
- Драми – Хенрик Ибсен (1981)
- Избрани творби – Едгар Алън По (1981)
- Избрани творби – Иван Франко (1981)
- Избрани творби – Хайнрих Хайне (1981)
- Изгубеният Рай – Джон Милтън (1981)
- Хамса – Алишер Навои (1981)
- Гаргантюа и Пантагрюел I – Франсоа Рабле (1982)
- Гаргантюа и Пантагрюел II – Франсоа Рабле (1982)
- Избрани творби – Янка Купала, Якуб Колас (1982)
- Стихотворения и поеми – Александър Твардовски (1982)
- Дневник на чумавата година • Мол Фландърс – Даниел Дефо (1983)
- Заветни лири (1983)
- Избрани комедии – Уилям Шекспир (1983)
- Избрани творби – Дени Дидро (1983)
- Избрани творби – Фридрих Шилер (1983)
- Избрани трагедии – Уилям Шекспир (1983)
- Максими и размисли – Франсоа дьо Ларошфуко / Басни – Жан дьо Лафонтен / Характери – Жан дьо Лабрюйер (1983)
- Седмият кръст – Ана Зегерс (1983)
- Американска трагедия – Теодор Драйзер (1984)
- Градът на слънцето – Томазо Кампанела / Утопия – Томас Мор (1984)
- Дите, рожба човешка – Мартин Андерсен Нексьо (1984)
- Железният светилник – Димитър Талев (1984)
- Избрани творби – Александър Пушкин (1984)
- Избрани творби – Виктор Юго (1984)
- Избрани творби – Готхолд Ефраим Лесинг (1984)
- Мопра • Орас – Жорж Санд (1984)
- Руският лес – Леонид Леонов (1984)
- Сага за Йоста Берлинг – Селма Лагерльоф (1984)
- Стихотворения и поеми – Сергей Есенин (1984)
- Стихотворения • Хумор и сатира – Христо Смирненски (1984)
- Тютюн – Част първа – Димитър Димов (1984)
- Тютюн – Част втора – Димитър Димов (1984)
- Избрани творби – Шандор Петьофи (1985)
- Лирика – Пейо Яворов (1985)
- Поезия и драми – Алфред дьо Мюсе (1985)
- Пътешествието на Хъмфри Клинкър – Тобаяс Смолет (1985)
- Ругон Макарови II: Грехът на абат Муре • Вертеп – Емил Зола (1985)
- Стихотворения и поеми – Иван Вазов (1985)
- Готически романи – Хорас Уолпоул (1986)
- Дон Жуан – Джордж Гордън Байрон (1986)
- Избрани творби – Михаил Лермонтов (1986)
- Избрани творби – Ян Неруда (1986)
- Италиански театър на ХVІІІ век – Пиетро Метастазио, Карло Гоци, Карло Голдони, Виторио Алфиери (1986)
- Очарованият странник – Николай Лесков (1986)
- Пиеси – Хайнрих фон Клайст (1986)
- Разговор в мрака – Рюноске Акутагава (1986)
- Поезия на съветските народи (1987)
- Против всички • Песоглавци – Алоис Ирасек (1987)
- Руски театър XIX век, I – Александър Сергеевич Пушкин, Александър Грибоедов, Михаил Лермонтов, Николай Василиевич Гогол, Михаил Евграфович Салтиков-Шчедрин (1987)
- Руски театър XIX век, II – Александър Василиевич Сухово-Кобилин, Александър Николаевич Островски, Иван Сергеевич Тургенев, Лев Николаевич Толстой, Антон Павлович Чехов (1987)
- Седмината братя – Алексис Киви (1987)
- Теогония • Дела и дни • Омирови химни – Хезиод (1988)
- Том Джоунс I – Хенри Филдинг (1988)
- Том Джоунс II – Хенри Филдинг (1988)
- Избрани пиеси – Джордж Бърнард Шоу (1989)
- Староисландски саги и митове – Снори Стурлусон (1989)
- Гитанджали • Гора – Рабиндранат Тагор (1990)
- Приключенията на Симплицисимус – Ханс Якоб Кристофел фон Гримелсхаузен (1990)
- Калевала – Елиас Льонрот (1992)
- Събрани творби – Хораций (1992)
- Жустин, или неволите на добродетелта – Маркиз дьо Сад (1993)
- Елегии – Овидий (1994)

Забележка: Стихосбирката на Христо Смирненски е издание на „Български писател“.

## Поредица „Панорама“

### Серия „Проза“
1. Бедни хора – Фьодор Достоевски (1974)
2. Тъмни алеи – Иван Бунин (1975)
3. Чудната – Владимир Короленко [1] (1974)
4. Южна поща. Земя на хората – Антоан дьо Сент-Екзюпери (1974)
5. Веригата на слабостите – Йон Лука Караджале (1975)
6. 10 съвременни унгарски разказвачи – Габор Мочар, Золтан Галабарди, Ищван Йорши, Булчу Берта, Габор Турзо, Ищван Чурка, Ендре Вейси, Шандор Шомогьи Тот, Шандор Сьоньи, Миклош Мункачи (1974)
7. Метеор – Карел Чапек (1974)
8. Не изпускай деня! – Сол Белоу (1974)
9. Скици с въглен – Хенрик Сенкевич (1974)
10. Воденичният камък – Маргарет Драбъл [2] (1974)
11. Латерната – Болеслав Прус (1975)
12. Миньорска балада – Мария Майерова (1974)
13. Повести на Белкин – Александър Пушкин (1975)
14. Приказки за Италия – Максим Горки (1975)
15. Краят на дребния човек – Леонид Леонов (1975)
16. Кавалкада – Николай С. Тихонов (1975)
17. Преминаваме към любов – Павло Загребелни (1975)
18. 10 съвременни румънски разказвачи – Михай Джугариу, Константин Джеорджеску, Валентин Шербу, Корина Кристя, Джеордже Гидриган, Константин Стойчу, Виорел Щирбу, Йон Марин Алмажан, Василе Андру, Дана Думитриу (1975)
19. Записки от подземието – Фьодор Достоевски (1975)
20. Всичко живо е трева – Клифърд Саймък (1975)
21. Кренкбий – Анатол Франс (1975)
22. Брачна нощ – Иван Шамякин (1975)
23. Царството тук на земята – Алехо Карпентиер (1975)
24. Поучителни повести – Мигел де Сервантес (1976)
25. Кармен – Проспер Мериме (1976)
26. Звезди над блатото – Валентин Пикул (1976)
27. Терез Дескейру – Франсоа Мориак (1976)
28. Портрет на художника като млад пес – Дилън Томас (1976)
29. Три години – Антон Чехов (1976)
30. Педро Парамо – Хуан Рулфо (1976)
31. Бели нощи – Фьодор Достоевски (1976)
32. Прокълнатия двор – Иво Андрич (1976)
33. Под старите липи – Алексей Толстой (1976)
34. 10 съвременни разказвачи от ГДР – Ана Зегерс, Ервин Щритматер, Херман Кант, Криста Волф, Зигфрид Питшман, Ирмтрауд Моргнер, Фриц Рудолф Фриз, Хелга Шютц, Фолкер Браун, Ангела Стахова (1977)
35. Молох – Александър Куприн (1976)
36. Гватемалски легенди – Мигел Анхел Астуриас (1976)
37. Интервю със себе си – Курт Тухолски (1976)
38. Капитанската дъщеря – Александър Пушкин (1977)
39. Карюха – Михаил Алексеев (1977)
40. 10 беларуски разказвачи – Уладзимир Караткевич, Иван Пташникав, Вечаслав Адамчик, Иван Чигринав, Леанид Гаврилкин, Анатол Кудравец, Борис Сачанка, Михас Стралцов, Генрих Далидович, Алес Жук (1977)
41. Новели – Теодор Щорм (1977)
42. 10 съвременни чешки разказвачи – Йозеф Рибак, Яромира Коларова, Донат Шайнер, Рудолф Калчик, Ян Козак, Ладислав Фукс, Иржи Марек, Норберт Фрид, Едуард Петишка, Йозеф Несвадба (1977)
43. Разходката на пан Броучек из XV столетие – Сватоплук Чех (1977)
44. Славея – Змитрок Бядуля (1977)
45. Триминутен роман – Хайнрих Ман (1977)
46. Люлякът – Захария Станку (1977)
47. Разкази – Юрий Тиняков (1977)
48. Госпожа Берта Гарлан – Артур Шницлер (1977)
49. Максими и размисли – Франсоа дьо Ларошфуко (1977)
50. Кой ще замине за Трускавец – Максуд Ибрахимбеков (1978)
51. Мухамед, Мамед, Мамиш – Чингиз Хусейнов (1978)
52. Санаториум „Арктур“ – Константин Федин (1978)
53. Отлитащият Монахов – Андрей Битов (1978)
54. Тонио Крьогер – Томас Ман (1978)
55. Понеделнишки разкази – Алфонс Доде (1978)
56. 10 съвременни словашки разказвачи – Маргита Фигули, Мило Урбан, Ян Боденек, Алфонз Беднар, Владимир Минач, Ян Йоханидес, Винцент Шикула, Петер Ярош, Душан Кужел, Иван Хабай (1978)
57. Платеро и аз – Хуан Рамон Хименес (1978)
58. Легенда за Сънната долина – Уошингтън Ървинг (1978)
59. Кройцерова соната – Лев Николаевич Толстой (1978)
60. Земетресението в Чили – Хайнрих фон Клайст (1978)
61. Сляпа любов – Виктор С. Притчет (1978)
62. Прекрасно лято – Чезаре Павезе (1978)
63. Дракони – Пу Сун-лин (1978)
64. Старинни чешки предания – Алоис Ирасек (1978)
65. Очерци за бурсата – Николай Г. Помяловски (1978)
66. Госпожица Антонина – Елиза Ожешкова (1978)
67. Два милиона – Константин Треньов (1978)
68. Страна на бащите – Сергей И. Гусев-Оренбургски (1978)
69. Разкази за боцманмата – Алексей С. Новиков-Прибой (1978)
70. Жълтата роза – Мор Йокаи (1978)
71. Акварел – Александър Грин (1978)
72. Албатросът – Сюзън Хил (1978)
73. Нравите на улица Растеряева – Глеб Успенски (1979)
74. Чучулигата – Дежьо Костолани (1979)
75. Започвам да разбирам – Вадим Фролов (1979)
76. Когато гладувахме и воювахме – Рита Буми-Папа (1979)
77. Юнска нощ – Ярослав Ивашкевич (1979)
78. Тривърхата шапка – Педро Антонио де Аларкон (1979)
79. Пясъчната учителка – Андрей Платонов (1979)
80. Западна сага – Арнолд Цвайг (1979)
81. Бароков концерт – Алехо Карпентиер (1979)
82. И накрая в затвора – Алдо Де Яко (1979)
83. Кой защити Катрин Ламберт? – Ингеборг Древиц (1979)
84. Силва – Веркор (1979)
85. Пръв спомен – Ана-Мария Матуте (1979)
86. 10 съвременни френски разказвачи – Андре Дотел, Ерве Базен, Анри Тома, Жилбер Сесброн, Жан-Луи Кюртис, Даниел Дьоплан, Роже Грьоние, Даниел Буланже, Ж. М. Г. льо Клезио, Патрик Модиано (1980)
87. Огънят поглъща огъня – Ерве Базен (1980)
88. Чуй своя час – Мая Ганина (1980)
89. Три поучителни повести и един пролог – Мигел де Унамуно (1980)
90. Присъдата – Владимир Солоухин (1980)
91. Семейството на Паскуал Дуарте – Камило Хосе Села (1980)
92. Диан Ланстер – Жан-Дидие Волфром (1980)
93. Писма от Англия – Карел Чапек (1980)
94. Запишете ме в мафията – Луиджи Малерба (1980)
95. На лов с гонче – Леонид Первомайски, Григир Тютюнник, Юрий Мушкетик, Микола Кравчук, Юрий Шчербак, Евген Гуцало, Нина Бичуя, Володимир Дрозд, Володимир Яворивски, Катерина Мотрич (1980)
96. Елегия за мадона Фиамета – Джовани Бокачо (1980)
97. Бели градове – Александър Вампилов (1981)
98. 10 съвременни уругвайски разказвачи (1981)
99. 10 съвременни полски разказвачи – Ярослав Ивашкевич, Адолф Рудницки, Корнел Филипович, Ян Копровски, Зофия Бистрицка, Славомир Мрожек, Марек Новаковски, Януш Гловацки, Едвард Редлинцки, Анджей Пастушек (1981)
100. И ангелите там не смеят да пристъпят – Е. М. Форстър (1981)
101. Нова среща – Ана Зегерс (1981)
102. Австрийски разказвачи (1981)
103. Провинцията на човека – Елиас Канети (1981)
104. Кой е виновен? – Александър Херцен (1981)
105. Повест за разума – Михаил Зошченко (1982)
106. Мили бо пер! – Тибор Дейри (1981)
107. Полунощно слънце. Десет разказвачи от Север – Петер Сееберг (Дания), Вили Сьоренсен (Дания), Гудбергур Бергсон (Исландия), Оулафур Хаукур Симонарсон (Исландия), Йохан Борген (Норвегия), Аксел Сандемусе (Норвегия), Туве Янсон (Финландия), Мерта Тиканен (Финландия), Сивар Арнер (Швеция), Ларш Густафсон (Швеция) (1981)
108. Ясновидката – Маргарет Атууд (1982)
109. 451° по Фаренхайт – Рей Бредбъри (1982)
110. Повелителят на мухите – Уилям Голдинг (1982)
111. Имало едно време. ZOO, или нелюбовни писма – Виктор Шкловски (1982)
112. Черни птици – Пьотър Проскурин (1982)
113. Градинско увеселение – Катрин Мансфийлд (1982)
114. Късче море и прозорец. Десет кубински разказвачи – Дора Алонсо, Онелио Хорхе Кардосо, Хуан Лейва Гера, Густаво Егурен, Ноел Наваро, Давид Буси, Мигел Колясо, Мануел Кофиньо, Уго Чинеа, Мирта Яниес 1982)
115. Земята на тъжните портокали. Десет палестински разказвачи – Гассан Канафани, Емил Хабиби, Яхия Яхлаф, Рашад Абу Шауар, Ханна Ибрахим, Тауфик Файяд, Махмуд Шукайр, Али Хусайн Халаф, Джамал Баннура, Мухаммад Али Таха (1982)
116. Боровинка, зрънце алено – Леонид Фролов (1983)
117. Вдовишкият параход – Ирина Грекова (1983)
118. Голямата къща – Хосе Солер Пуиг (1983)
119. Къщата с лебеда – Мартин Валзер (1983)
120. Нощни пеперуди – Едуардас Межелайтис (1984)
121. Репетиция – Нина Бичуя (1984)
122. Без невинност – Кърт Вонегът (1984)
123. Три жени – Роберт Музил (1984)
124. Следа все още има – Даниил Гранин (1985)
125. Есенен пейзаж. Десет японски разказвачи – Дадзай Осаму, Оока Шохей, Хаяши Фумико, Ясуока Шотаро, Шига Наоя, Фумио Нива, Ендо Шусаку, Иноуе Ясуши, Ое Кендзабуро, Арийоши Савако (1985)
126. Епепе – Ференц Каринти (1985)
127. Пластична хирургия – Гийом Аполинер (1985)
128. Счупеното огледало – Катрин Ан Портър (1985)
129. Йени – Сигрид Унсет (1985)
130. Синкавият здрач на вечерта – Шевкет Мусарай, Димитър С. Шутерики, Али Абдиходжа (1985)
131. Площад Диамант – Мерсе Родореда (1985)
132. Салът на „Медуза“ – Франсоа Вейерганс (1986)
133. Книга за снобите – Уилям Мейкпийс Такъри (1987)
134. Тайната на отец Браун – Г. К. Честъртън (1986)
135. Дългият поход – Уилям Стайрън (1987)
136. Восъчната жена. Десет испански автора – Мерседес Салисакс, Висенте Сото, Франсиско Гарсия Павон, Кармен Лафорет, Медардо Фрайле, Кармен Мартин Гайте, Хуан Бенет, Даниел Суейро, Франсиско Умбрал, Феликс Гранде (1988)
137. Луната залезе – Джон Стайнбек (1988)
138. Разговор за коня на Балзак – Герт Хофман (1988)
139. Кучешко сърце – Михаил Булгаков (1989)

### Серия „Поезия“
1. Океан – Пабло Неруда (1974)
2. Басни – Жан дьо Лафонтен (1974)
3. Пух и перушина – Козма Прутков (1975)
4. Американски негърски поети – Франсиз Харпър, Пол Лорънс Дънбар, Джорджия Дъглас Джонсън, Фентън Джонсън, Клод Маккей, Джоузеф Сиймън Котър, Франк Хори, Стърлинг Браун, Лангстън Хюз, Арна Бонтан, Каунти Кълън, Франк Маршал Дейвис, Уейринг Къни, Ричард Райт, Маргарет Данър, Робърт Хейдън, Лесли Колинз, Дъдли Рендал, Рей Дърем, Маргарет Уокър, Гуендолин Брукс, Джеймз Еманюел, Наоми Меджет, Мери Еванс, Тед Джоунс, Калвин Хърнтън, Лерой Джоунз, Боб Кауфман, Джон Ревън, Джей Райт, Майкъл Харпър, Норман Джордан, Ричард Томас, Чарлз Андерсън, Карл Уендъл Хайнс, Карал Фриман, Дон Ли, Уилям Харис, Юсеф Иман, Ники Джовани, Лорънс Бенфорд, Виктор Ернандес Крус (1975)
5. Кесия с ум – средновековни френски жанрове /съд. I. Забавни истории, фарсове и каламбури, II. Поучителни истории, III. Любовни и кавалерски истории (1976)
6. Трима френски поети – Шарл Бодлер, Пол Верлен, Артюр Рембо (1978)
7. Песен за Хайауата – Хенри У. Лонгфелоу (1979)
8. Осем италиански поети – Умберто Саба, Дино Кампана, Джузепе Унгарети, Еудженио Монтале, Чезаре Павезе, Пиер Паоло Пазолини, Марио Луци, Лучо Пиколо (1981)
9. Петима съвременни френски поети – Ив Бонфоа, Андре дьо Буше, Жак Дюпен, Мишел Деги, Клод Естебан (1983)
10. Трима съветски поети – Виктор Соснора, Пьотър Вегин, Владимир Рецептер (1984)
11. Трима чешки поети – Вилем Завада, Франтишек Хрубин, Иржи Жачек (1985)
12. Кръглолика земя – Татяна Кузовлева, Людмила Шикина, Лорина Димова, Лариса Тараканова, Татяна Бек (1987)
13. Съвети към добрия пътник – Пол Клодел, Виктор Сегален (1988)
14. Нощен полет. Петима сръбски поети – Душан Матич, Миодраг Павлович, Иван Лалич, Йован Христич, Бранко Милкович (1989)

### Серия „Художествена документалистика“
1. Нито ден без ред – Юрий Олеша (1975)
2. Персийски писма – Шарл дьо Монтескьо (1974)
3. Дневници – Александър Блок (1976)
4. Новият ден на човечеството – Анатол Франс, Ромен Ролан, Бърнард Шоу, Анри Барбюс, Мартин Андерсен-Нексьо, Рафаел Алберти, Пол-Вайан Кутюрие, Томас Ман, Хайнрих Ман, Джон Рийд, Хърбърт Уелз, Тиъдор Драйзър, Лион Фойхвангер, Жоржи Амаду, Пабло Неруда, Рабиндранат Тагор, Шон О'Кейси, Ектор Бехар Ривера, Чарлз Пърси Сноу, Джуда Уотън, Луис Кордоса и Арагон, Алва Беси, Густаво Валкарсел, Уинстън Орильо, Катарин Сюзан Причард, Хуан Риос, Хорхе Саламея, Джеймз Олдридж, Арман Лану, Филип Боноски (1977)
5. Хиляда танка в юмрук – Александър Кривицки (1977)

### Серия „Мемоари“
1. Спомени за Пушкин – Сергей Лвович Пушкин, Олга Сергеевна Павлишчева, Иван Иванович Пушчин, Пьотър Вяземски, Александра Михайловна Каратигина (А. М. Колосова), Фьодор Глинка и др. (1974)
2. Спомени за Горки – Надежда Крупская, Мария Фьодоровна Андреева, Александър Серафимович, А. М. Калюжин, Фьодор Хитровски, Степан Скиталец и др. (1975)
3. Спомени за Маяковски – Пьотър Келин, Александър Авелиевич Мгебров, Мария Фьодоровна Андреева, Корней Чуковски и др. (1976)
4. Спомени за Чехов – Владимир Короленко, Иван Шчеглов, Игнатий Потапенко, Константин Станиславски, Владимир Немирович-Данченко, Максим Горки, Александър Куприн и др. (1977)
5. Спомени за Гогол – Т. Г. Пашченко, А. П. Стороженко, Н. П. Мундт, Д. М. Погодин и др. (1978)
6. Спомени – Владимир Г. Короленко (1978)
7. Литературни спомени – Иван Панаев (1979)
8. Елмазен мой венец – Валентин Катаев (1981)
9. Днес и някога – Константин Симонов (1982)
10. Моите неписани мемоари – Катя Ман (1989)

### Серия „Писма“
1. Писма – Антон Чехов, Максим Горки (1974)
2. Писма до Луиз Коле – Гюстав Флобер (1976)
3. Писма – Сергей Есенин (1976)
4. Писма – Владимир Г. Короленко, Максим Горки (1978)
5. Писма: Тургенев – Виардо – Иван Тургенев (1979)
6. Насън и наяве – Александър Блок (1981)
7. Роден съм да живея в самота – Франц Кафка (1981)
8. Ваш И. У. – Ивлин Уо (1982)
9. Писма – Ромен Ролан (1983)
10. Писма от чекмеджето – Карел Чапек (1985)
11. Писма – Фредерик Шопен, Жорж Санд (1985)
12. Писма – Хенрик Ибсен (1986)
13. Писма – Борис Пастернак (1986)
14. Писма – Висарион Белински (1987)
15. Писма – Жорж Санд, Гюстав Флобер (1989)

### Серия „Хумор“
1. Автобиография – Бранислав Нушич (1974)
2. Избрано – Марк Твен (1975)
3. На лов с усмивка – Остап Вишня (1976)
4. Медресе на смеха (1977)
5. Фейлетони – Михаил Колцов (1978)
6. Разкажи ни за пуйката, Джо! – Алан Маршал (1978)
7. Фантомаси – хумористични разкази и фейлетони от 50 руски автори (1978)
8. Амфитеатър – Рашко Стойков (1978)
9. Разкази и фейлетони – Иля Илф, Евгений Петров (1979)
10. Еманципация на мъжете (1979)
11. Винаги има надежда (унгарски хумор) – Бела Гадор, Ищван Поркейн, Ищван Чурка, Ласло Таби, Емил Коложвари, Гейза Пашканди, Миклош Гярфаш, Карой Сакони, Георг Молдова, Шандор Новобацки, Силвестер Галамбош, Георг Микеш, Тамаш Баран, Андраш Кюрти, Петър Тардош, Барна Радвани (1979)
12. Купе за двама – Леонид Ленч (1980)
13. Записки на наивника – Аркадий Аверченко (1982)
14. Ако импресионистите бяха зъболекари – Уди Алън (1982)
15. Квадратното яйце – Мънро-Саки (1982)
16. Чудовището Хоклайн. Едно сомбреро пада от небето – Ричард Бротиган (1982)
17. Хиперболи – Юрий Ивакин (1983)
18. Бедните са луди – Чезаре Дзаватини (1983)
19. Човекът с чадъра и други разкази – Роалд Дал (1985)

### Серия „Литературно наследство“
1. Съветски писатели. Том 1 – Максим Горки, Александър Серафимович, Валерий Брюсов, Михаил Пришвин, Константин Треньов, Анатолий Луначарски, Александър Блок, Алексей Толстой, Демян Бедни, Самуил Маршак, Фьодор Гладков, Тарас Шевченко, Якуб Колас (1974)

## Библиотека за антична литература „Хермес“
- Успоредни животописи – Плутарх (1981)
- Дванадесетте цезари – Гай Светоний Транквил (1981)
- Сатирикон – Петроний (1981)
- Исторически новели – Херодот (1982)
- Етиопска повест – Хелиодор (1982)
- Избрани диалози – Платон (1982)
- Избрани писма – Марк Тулий Цицерон (1983)
- Писма – Юлиан (1983)
- Тайната история – Прокопий (1983)
- Златното магаре – Апулей (1984)
- Писма – Плиний Млади (1984)
- Етически трактати – Цицерон (1984)
- Сократически съчинения – Ксенофонт (1985)
- Животът на философите – Диоген Лаерций (1985)
- Към себе си – Марк Аврелий (1986)
- Сатири и пародии – Лукиан (1986)
- Три антични романа: Ефеска повест, или Аброком и Антия / Дафнис и Хлоя / История на Аполоний, цар на Тир – Ксенофонт / Лонг (1987)
- Избрани страници – Тукидид (1988)
- Съногадания – Артемидор Далдиански (1988)
- Достопаметни герои и деяния – Тит Ливий (1989)
- Два любовни романа: Херей и Калироя / Левкипа и Клитофон – Харитон / Ахил Таций (1990)
- Апология – Апулей (1990)
- Животът на Александър, цар на македонците – неизвестен византийски автор (1991)
- Изповеди – Свети Аврелий Августин (1993)
- Киропедия – Ксенофонт (1995)
- Шестоднев и други беседи – Свети Василий Велики (1999)

## Библиотека „Театър“ (1966 – 1982 г.)
1. Животът на Галилей – Бертолд Брехт (1966)
2. Оптимистична трагедия – Всеволод Вишневски (1966)
3. Физици – Фридрих Дюренмат (1966)
4. Първият ден на свободата – Леон Крючковски (1966)
5. След грехопадението – Артър Милър (1966)
6. Гърнето. Менехмовците – Тит Макций Плавт (1966)
7. Затворниците от Алтона – Жан-Пол Сартр (1967)
8. Мандрагора – Николо Макиавели (1967)
9. Омагьосаната мелница – Михайло Стелмах (1967)
10. Мистерия-буф – Владимир Маяковски (1968)
11. Следствието – Петер Вайс (1968)
12. Чучулигата – Жан Ануи (1968)
13. Човекът с пушка – Николай Погодин (1969)
14. Шест лица търсят автор – Луиджи Пирандело (1969)
15. Четирите годишни времена – Арнълд Уескър (1970)
16. Добрият човек от Сечуан – Бертолт Брехт (1970)
17. Златната карета – Леонид Леонов (1970)
18. Дългият път на деня към нощта – Юджийн О'Нийл (1971)
19. Лисицата и гроздето – Гилерме Фигейреду (1971)
20. На лъжата краката са дълги – Едуардо де Филипо (1971)
21. Брониран влак 14 – 69 – Всеволод Иванов (1971)
22. Топаз – Марсел Паньол (1971)
23. Червени рози за мен – Шон О'Кейси (1972)
24. Машенка – Александър Афиногенов (1972)
25. Троянската война няма да се състои – Жан Жироду (1972)
26. Кой се страхува от Вирджиния Улф? – Едуард Олби (1972)
27. Голямата печалба – Ектор Кинтеро (1972)
28. Земята е кръгла – Арман Салакру (1973)
29. Любов Яровая – Константин Треньов (1973)
30. Р. У. Р. – Карел Чапек (1973)
31. Трамвай „Желание“ – Тенеси Уилямс (1973)
32. Пред залез слънце – Герхарт Хауптман (1974)
33. Крал Ричард II – Уилям Шекспир (1974)
34. Краят на книга шеста – Йежи Брошкевич (1974)
35. Блясък и смърт на Хоакин Муриета – Пабло Неруда (1975)
36. Драконът – Евгений Шварц (1975)
37. Пламъкът на факела – Гюла Ийеш (Дюла Ийеш) (1975)
38. Соло за биещ часовник – Освалд Захрадник (1976)
39. Летни разходки – Афанасий Салински (1976)
40. Соната на призраците – Август Стриндберг (Аугуст Стриндберг) (1976)
41. Господа Глембаеви – Мирослав Кърлежа (1976)
42. Сняг над кедъра – Иван Буковчан (1977)
43. Юнона и Пауна – Шон О'Кейси (1977)
44. Обществено мнение – Аурел Баранга (1977)
45. Години на странстване – Алексей Арбузов (1977)
46. Синята птица – Морис Метерлинк (1978)
47. Когато разумът спи – Антонио Буеро Валиехо (1978)
48. Миналото лято в Чулимск – Александър Вампилов (1978)
49. Доня Росита или езикът на цветята – Федерико Гарсиа Лорка (1978)
50. Дон Жуан или любовта към геометрията – Макс Фриш (1979)
51. Архангелите не играят флипер – Дарио Фо (1979)
52. Шампионатът – Джейсън Милър (1979)
53. Шести юли – Михаил Шатров (1979)
54. Ние, долуподписаните – Александър Гелман (1980)
55. В очакване на Годо – Самюел Бекет (1980)
56. Сватба – Елиас Канети (1980)
57. Кухненският асансьор. Ничия земя. Измяна – Харолд Пинтър (1980)
58. Есенна соната – Ингмар Бергман (1981)
59. Приказки за виенската гора. Дон Жуан се връща от война – Йодьон фон Хорват (1981)
60. Пет вечери. Дулсинея Тобоска – Александър Володин (1981)
61. Юбю рогоносец – Алфред Жари (1982)
62. Раздяла през юни. Лов на диви патици. Провинциални анекдоти – Александър Вампилов (1982)

## „Полска библиотека“ (1981 – 1988 г.)[4]
Издания с твърди корици и обложки:
1981
- Звезден диамант (избрани стихотворения и поеми) – Циприан Камил Норвид
- Граница (роман) – Зофия Налковска

1982
- Лист от календара (избрани стихотворения) [5] – Леополд Стаф, Юлиан Тувим [6], Владислав Броневски, Константин Галчински
- Кръстоносци (роман) – Хенрик Сенкевич
- Избрани пиеси – Юлиуш Словацки
- История на греха (роман) – Стефан Жеромски

1983
- Изгарям Париж (роман) – Бруно Ясенски
- Необичана (избрани новели) – Адолф Рудницки
- В прекрасно лятно утро (избрани новели и разкази) – Мария Домбровска

1984
- Фараон (роман) – Болеслав Прус

1985
- Простакът (роман) – Елиза Ожешкова
- Чужденка (роман) – Мария Кунцевичова

1986
- Комедиантка (роман) – Владислав Реймонт
- Графиня Козел (роман) – Юзеф Крашевски

1988
- Криста (избрани новели) [7] – Мария Конопницка